# Блу Спрингс (Небраска)
Блу Спрингс (енгл. Blue Springs) град је у америчкој савезној држави Небраска.

## Демографија
По попису из 2010. године број становника је 331, што је 52 (-13,6%) становника мање него 2000. године.
| Група             | 2000.       | 2010.       |
| Белци             | 364 (95,0%) | 313 (94,6%) |
| Афроамериканци    | 0 (0,0%)    | 0 (0,0%)    |
| Азијати           | 0 (0,0%)    | 0 (0,0%)    |
| Хиспаноамериканци | 1 (0,3%)    | 9 (2,7%)    |
| Укупно            | 383         | 331         |